# Ото VIII (пфалцграф на Бавария)
Ото VIII Вителсбах (на немски: Otto VIII von Wittelsbach; * пр. 1180; † 7 март 1209, Оберндорф) от фамилията Вителсбахи, е пфалцграф на Бавария от 1189 до 1208 г., убиец на крал Филип Швабски.

## Живот
Той е син и последник на Ото VII († 18 август 1189), пфалцграф на Бавария, и на Бенедикта фон Донаувьорт, дъщеря на граф граф Манголд от (Донау)вьорт. Баща му е син на пфалцграф Ото V фон Шайерн († 1156) и брат на баварския херцог Ото I и на архиепископ Конрад.
През 1203 г. Ото е сгоден за Беатрикс, петгодишната дъщеря на Филип Швабски, който има две дъщери с това име. През 1208 г. Филип анулира годежа. На 21 юни 1208 г. в Бамберг Ото VIII убива немския крал Филип Швабски. На този ден се състои сватбата на кралската племенница Беатрикс († 7 май 1231), дъщеря наследничка на граф Ото I Хоенщауфен от Бургундия и на херцог Ото VII фон Андекс-Мерания. Докато Филип си почива на обед, Ото VIII иска аудиенция при него. Ото го намушква с меча си в гърлото и бяга след това.
На 7 март 1209 г. Ото VIII е заловен и убит в Оберндорф при Келхайм от имперския маршал Хайнрих фон Калден. Главата му е хвърлена в Дунав, тялото му години наред е държано в една бъчва. Монаси от манастир Индерсдорф открадват бъчвата и погребват тялото в територията на манастира.